# Schaakstuk

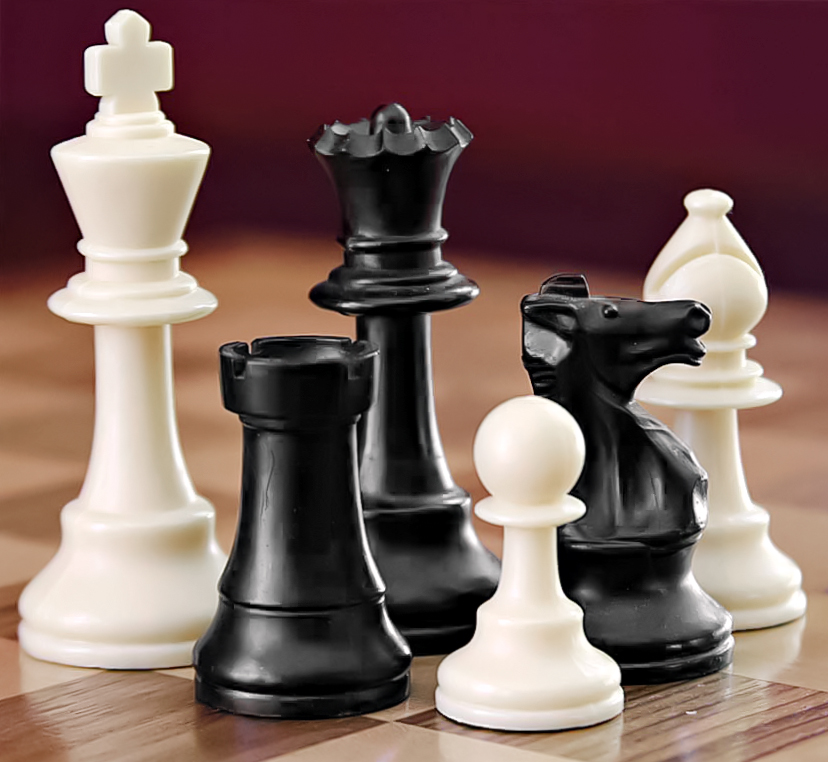
Staunton-model: v.l.n.r. koning, toren, dame, pion, paard, loper

Schaakstukken zijn de figuren waarmee het schaakspel wordt gespeeld.
Een volledige set schaakstukken, 32 stuks, bevat voor elke speler:
- een koning ♔♚
- een dame ♕♛
- twee torens ♖♜
- twee lopers ♗♝
- twee paarden ♘♞
- acht pionnen ♙♟

De bovenstaande volgorde is gebruikelijk in de notatie van stellingen (spelposities). Het waardevolste stuk wordt als eerste genoemd. De symbolen zijn te vinden in de Unicode-tabel, nummers 2654-265F. De stukken worden in de schaaknotatie benoemd met de begin-/hoofdletter (die per taal kan verschillen), in het Nederlands dus K, D, T, L, P. De pion heeft geen letter, bij het noteren van een stelling wordt soms de afkorting pi met kleine letters gebruikt. In internationale lectuur wordt soms het symbool gebruikt, daar schrijft men dus niet De5 of Qe5 maar ♕e5.
Een volledige set schaakstukken (een schaakspel) is niet altijd voldoende om het spel te kunnen spelen. Bij promotie kan het voorkomen dat er extra stukken nodig zijn, zoals een tweede dame van dezelfde kleur.
Het woord 'stuk' heeft in het schaken soms een specifiekere betekenis, die duidelijk wordt uit de context. Dan wordt bedoeld: alle schaakstukken behalve de pionnen en de koning, dus dame, toren, loper en paard. De strijdmacht bestaat dus naast de koning (die niet meetelt als men de materiaalverhouding bekijkt, aangezien hij niet geslagen kan worden) uit “stukken en pionnen”. Daarbij worden de dame en toren de 'zware stukken' genoemd terwijl de lopers en paarden de 'lichte stukken' zijn. Een schaker die iets zegt als 'ik stond een stuk voor', bedoelt daarmee vrijwel altijd een licht stuk.

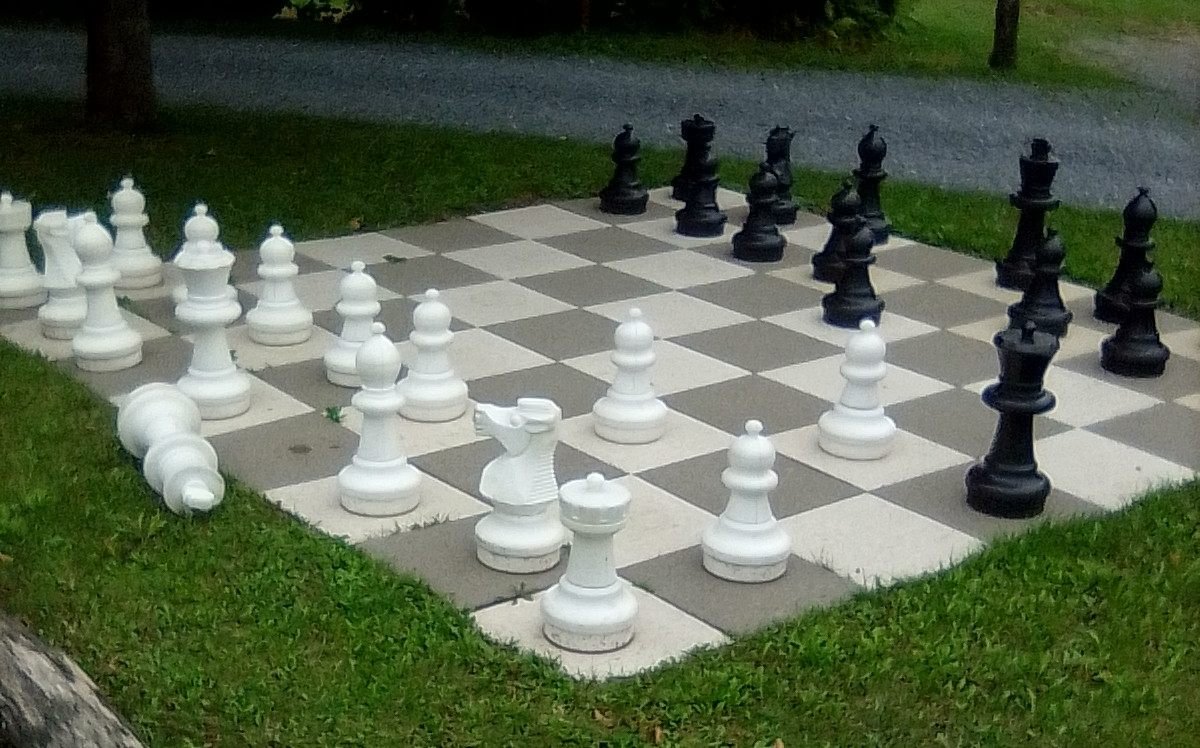
Schaakstukken in de open lucht

## Waarde
Om stellingen of varianten te kunnen beoordelen, kennen schakers soms een bepaalde waarde aan de stukken toe. Meestal is dat:
- pion: 1 punt
- loper en paard: ca. 3 punten
- toren: ca. 5 punten
- dame: ca. 9 punten

Dit is een richtlijn, de werkelijke waarde van de stukken hangt geheel af van de positie waar ze staan.
Deze puntenwaardering wordt door veel computerprogramma's gebruikt om de krachtsverhoudingen in een stelling in een getal uit te drukken. Als wit bijvoorbeeld een 'volle loper' voorstaat maar de computer beoordeelt de stelling als +1,8 dan heeft zwart volgens het programma enige compensatie voor de materiële achterstand, bijvoorbeeld door een actievere opstelling van de stukken.
Spreekt men in een partij van stukwinst of stukverlies, dan bedoelt men dat er een licht stuk geslagen is, dus een loper of paard. Het waardeverschil tussen een licht stuk en een toren heet de kwaliteit. Het verschil tussen twee lichte stukken en een toren wordt wel de kleine kwaliteit genoemd.

## Model
Schaakstukken bestaan in veel verschillende vormen die soms zeer decoratief zijn.
Een probleem met deze stukken kan zijn dat de spelers eerst met de stukken moeten kennismaken voordat ze ermee kunnen spelen.
Er bestaat echter een standaardmodel, dat genoemd is naar Howard Staunton. 
Een paar Staunton-schaakstukken zijn bij dit artikel afgebeeld.
Als volgens de FIDE-regels wordt gespeeld, is het gebruik van het Staunton-model sterk aanbevolen.

### Materiaal
De afgebeelde stukken zijn van kunststof en goedkoper dan houten stukken. 
De betere stukken zijn voorzien van geluiddempend vilt aan de onderzijde. 
Verder bestaan er kleine schaakstukken voor op reis, die met een magneet of een pinnetje aan het schaakbord vastzitten. Sommige reis-schaakspellen hebben geheel platte (magnetische) stukken, waarop de afbeeldingen van de stukken zijn gedrukt.

### Kleur
De stukken zijn meestal bij benadering wit en zwart. De speler die met wit speelt, begint het spel. In Angelsaksische landen werd voorheen met witte en rode stukken gespeeld. De velden van het schaakbord worden ook wit en zwart genoemd, maar zijn, voor een beter contrast, meestal licht- en donkerbruin. 